# Roztańczona Angelina
Roztańczona Angelina (ang. Angelina Ballerina, 2002–2006) – amerykańsko–brytyjski serial animowany emitowany w latach 2002–2006, oparty na serii książek autorstwa Katharine Holabird z ilustracjami Helen Craig.

## Fabuła
Główną bohaterką jest biała myszka o imieniu Angelina, która marzy o zostaniu primabaleriną. Z zapałem uczęszcza na lekcje baletu, doskonaląc swoje umiejętności taneczne pod okiem nauczycielki, panny Lilly. W dążeniu do realizacji marzeń wspierają ją rodzina oraz przyjaciele, w tym najlepsza przyjaciółka Alicja.
Każdy odcinek przedstawia nowe wyzwania, z jakimi mierzy się Angelina na drodze do spełnienia swoich baletowych aspiracji. Poprzez różnorodne przygody bohaterka uczy się wartości takich jak determinacja, pracowitość, przyjaźń i pokonywanie trudności.

## Spis odcinków
| N/o               | Polski tytuł                    | Angielski tytuł                |
| ----------------- | ------------------------------- | ------------------------------ |
|                   |                                 |                                |
| SERIA PIERWSZA    |                                 |                                |
|                   |                                 |                                |
| 01                | Henryś na scenie                | Angelina in the Wings          |
| 01                | Motyl Artur                     | Arthur the Butterfly           |
|                   |                                 |                                |
| 02                | Świąteczny prezent              | The Gift                       |
| 02                | Wyścig tandemów                 | Treasure Tandems               |
|                   |                                 |                                |
| 03                | Angelina w wesołym miasteczku   | Angelina at the Fair           |
| 03                | Bilety do teatru                | The Ballet Tickets             |
|                   |                                 |                                |
| 04                | Nocna zjawa                     | Midnight Muddle                |
| 04                | Panna Lilly wyjeżdża            | Miss Lilly is Leaving          |
|                   |                                 |                                |
| 05                | Panna Lilly przychodzi z wizytą | Miss Lilly Comes to Dinner     |
| 05                | Grosik na szczęście             | Lucky Penny                    |
|                   |                                 |                                |
| 06                | Angelina detektywem             | Angelina the Mouse Detective   |
| 06                | Angelina i babcia               | Angelina and Grandma           |
|                   |                                 |                                |
| 07                | Dwie myszki w łódce             | Two Mice in a Boat             |
| 07                | Bal kostiumowy                  | The Costume Ball               |
|                   |                                 |                                |
| 08                | Legenda o Wielkiej Łapie        | The Legend of Big Paw          |
| 08                | Lalka Angeliny                  | The Ballerina Rag Doll         |
|                   |                                 |                                |
| 09                | Serowa piłka                    | The Cheese Ball Cup            |
| 09                | Angelina i Ania                 | Angelina and Anya              |
|                   |                                 |                                |
| 10                | Zawody gimnastyczne             | The Gymnastics Championship    |
| 10                | Siostrzyczka Angeliny           | Angelina's Baby Sister         |
|                   |                                 |                                |
| 11                | Niespodzianka Angeliny          | Angelina's Surprise            |
| 11                | Księżniczka Różyczka            | Rose Fairy Princess            |
|                   |                                 |                                |
| 12                | Prezent Alicji                  | Alice's Present                |
| 12                | Wiwat Angelina                  | No Match for Angelina          |
|                   |                                 |                                |
| 13                | Walentynki Angeliny             | Angelina's Valentine           |
| 13                | Z wizytą u królowej             | The Royal Banquet              |
|                   |                                 |                                |
| ODCINEK SPECJALNY |                                 |                                |
|                   |                                 |                                |
| S1                | Przedstawienie musi trwać       | The Show Must Go On            |
|                   |                                 |                                |
| SERIA DRUGA       |                                 |                                |
|                   |                                 |                                |
| 01                | Propozycja                      | The Proposal                   |
|                   |                                 |                                |
| 02                | Magik Wiktor                    | William the Conjuror           |
|                   |                                 |                                |
| 03                | Stary dąb                       | The Old Oak Tree               |
|                   |                                 |                                |
| 04                | Światła, kamera, akcja!         | Lights, Camera, Action!        |
|                   |                                 |                                |
| 05                | Gwiazdka dziennikarska          | Angelina, Ace Reporter         |
|                   |                                 |                                |
| 06                | Główki i ogonki                 | Heads and Tails                |
|                   |                                 |                                |
| 07                | Angelina i srebrny medalion     | Angelina and The Silver Locket |
|                   |                                 |                                |
| 08                | Mysz roku                       | Mouse of the Year              |
|                   |                                 |                                |
| 09                | Wizyta Ani                      | Anya's Visit                   |
|                   |                                 |                                |
| 10                | Strachy Henrysia                | Henry's Halloween              |
|                   |                                 |                                |
| 11                | Klub Filipa                     | Sammy's Club                   |
|                   |                                 |                                |
| 12                | Prezentacja                     | Show and Tell                  |
|                   |                                 |                                |
| 13                | Rocznicowe przyjęcie            | The Anniversary Party          |
|                   |                                 |                                |
| ODCINEK SPECJALNY |                                 |                                |
|                   |                                 |                                |
| S2                | Tańcząca Królewna               | Princess Dance                 |
|                   |                                 |                                |